# فاکوندو کونته
فاکوندو کونته (به اسپانیایی: Facundo Conte) (زاده ۲۵ اوت ۱۹۸۹) بازیکن والیبال اهل آرژانتین عضو تیم ملی والیبال آرژانتین و باشگاه اسکرا بلچاتوف و پسر بازیکن سابق تیم ملی آرژانتین هوگو کونته است.